# Гарсиа, Хорхе
Хо́рхе Гарси́а (англ. Jorge Garcia, исп. Jorge García, род. 28 апреля 1973, Омаха, Небраска) — американский актёр и комик. Известен по роли Хёрли Рейеса в сериале «Остаться в живых».

## Биография
Хорхе родился в Омахе, штат Небраска. Его мать, Дора Меса — профессор кубинского происхождения, а его отец, Умберто Гарсиа — врач-хирург чилийского происхождения. Он вырос в Южной Калифорнии и отправился в среднюю школу в Сан-Клементе.
Хорхе Гарсиа начал увлекаться актёрством ещё в колледже и больше всего его привлекали комедийные роли. Окончив учёбу, Хорхе Гарсиа присоединился к одной из актёрских студий в Беверли-Хиллз. Примерно тогда же он начал появляться в сериалах, как в постоянном актёрском составе, так и в качестве приглашённого артиста. Параллельно со съёмками на телевидении, Хорхе много играл в театре. Он по-прежнему не изменял своим талантам комика и не раз появлялся в известной в Лос-Анджелесе постановке «Фабрика смеха».
Гарсиа стал первым актёром, которого утвердили на роль в сериале «Остаться в живых». Эта роль, которую он исполнял на протяжении 6 сезонов, принесла ему мировую известность и несколько наград, включая премию гильдии киноактёров за лучший ансамбль в драматическом сериале. В 2012 году на экраны вышел телесериал «Алькатрас», где Хорхе исполнил одну из главных ролей — доктора Диего Сото, но сериал был закрыт после первого сезона из-за ухудшихся рейтингов.
В 2013 году снялся в сериале "Блудливая Калифорния" в двух сериях в роли наркоторговца.
После того, как в 2013 году Гарсиа сыграл роль в нескольких эпизодах сериала «Гавайи 5.0», он вошёл в основной актёрский состав сериала, начиная с пятого сезона.
Гарсиа снимался в фильмах, он играл одну из второстепенных ролей в фильме «Добро пожаловать, или Соседям вход воспрещён» (2006). В 2010 году появился как специально приглашённая звезда в одной серии телесериала «Как я встретил вашу маму», а в 2011 в сериалах «Грань» и «Мистер Саншайн».

## Личная жизнь
Гарсиа женат с 2005 года, его жену зовут Эмили. Они познакомились потому, что были ближайшими соседями на Гавайях.
14 сентября 2010 года вышел альбом «Hurley» группы Weezer. Название было в честь Хёрли, которого Гарсиа сыграл в сериале «Остаться в живых». Хорхе был также приглашённым вокалистом на концерте этой группы.

## Фильмография
| Год       |    | Русское название                             | Оригинальное название                | Роль                |
| --------- | -- | -------------------------------------------- | ------------------------------------ | ------------------- |
| 1997      | ф  | Скала воронов                                | Raven's Ridge                        | Монти               |
| 1998—2001 | мс | Дикая семейка Торнберри                      | The Wild Thornberrys                 | Рикардо             |
| 2001      | с  | Спин-Сити                                    | Spin City                            | таксист             |
| 2001      | ф  | Завтра к полуночи                            | Tomorrow by Midnight                 | Джей                |
| 2003      | с  | Коломбо                                      | Columbo                              | Джулиус             |
| 2003      | тф | Коломбо нравится ночная жизнь                | Columbo: Columbo Likes the Nightlife | Джулиус             |
| 2003      | с  | Действуй, крошка                             | Rock Me, Baby                        | Виззи               |
| 2003      | тф | Старая школа                                 | Old School                           | Хорхе               |
| 2004—2010 | с  | Остаться в живых                             | Lost                                 | Хьюго «Хёрли» Рейес |
| 2004      | ф  | Наше время истекло                           | Our Time Is Up                       | садовник            |
| 2005      | ф  | Умник                                        | The Good Humor Man                   | Рашмор              |
| 2005      | ф  | Маленькие Афины                              | Little Athens                        | Педро               |
| 2006      | ф  | Добро пожаловать, или Соседям вход воспрещён | Deck the Halls                       | Уоллес              |
| 2006      | ки | Хитмэн: Кровавые деньги                      | Hitman: Blood Money                  | озвучка             |
| 2007      | ф  | Sweetzer                                     | Sweetzer                             | Серджио             |
| 2007—2008 | с  | Остаться в живых: Недостающие элементы       | Lost: Missing Pieces                 | Хьюго «Хёрли» Рейес |
| 2010      | с  | Как я встретил вашу маму                     | How I met your mother                | Стив Генри          |
| 2011      | с  | Грань                                        | Fringe                               | Кевин               |
| 2011      | с  | Мистер Саншайн                               | Mr. Sunshine                         | Боберт              |
| 2011      | ф  | Мактуб                                       | Maktub                               | Карлос              |
| 2012      | с  | Алькатрас                                    | Alcatraz                             | доктор Диего Сото   |
| 2012      | с  | Однажды в сказке                             | Once Upon a Time                     | Антон               |
| 2013      | ф  | —                                            | Spade                                | Альфред             |
| 2013      | ф  | Получить работу                              | Get a Job                            | Фернандо            |
| 2013      | ф  | АйСтив                                       | ISteve                               | Стив Возник         |
| 2013—2019 | с  | Гавайи 5.0                                   | Hawaii Five-0                        | Джерри Ортега       |
| 2014      | ф  | Кутис                                        | Cooties                              | наркоман            |
| 2015      | ф  | Нелепая шестёрка                             | The Ridiculous 6                     | Немой               |
| 2015      | ф  | Шафер напрокат                               | The Wedding Ringer                   | Ларч / Гарви        |
| 2017      | мф | Рок Дог                                      | Rock Dog                             | Гермур              |